# DNA polymeráza α

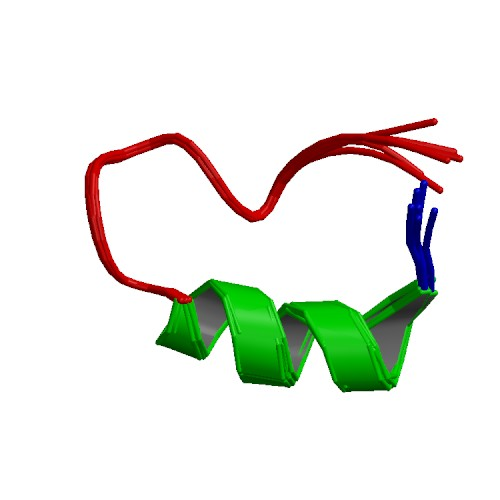
Katalytická podjednotka DNA polymerázy α

DNA polymeráza α (Pol α) je významná eukaryotická DNA polymeráza – umožňuje především prvních pár okamžiků replikace DNA, později tuto roli přejímají další DNA polymerázy.

## Struktura
Tato polymeráza se skládá ze čtyř podjednotek, ta největší má velikost 165–180 kDa a má vlastní katalytickou funkci, druhá nemá příliš jasnou funkci a zbylé dvě mají primázovou aktivitu. Lidské geny pro katalytickou podjednotku se nachází na krátkém raménku chromozomu X.

## Funkce
Tato DNA polymeráza umožňuje tzv. iniciaci replikace, a to jak na vedoucím (leading), tak na opožďujícím se (lagging) řetězci. Konkrétně je totiž schopná RNA-polymerizační (primázové) aktivity, při níž dochází ke vzniku krátké sekvence RNA, tzv. primeru. Ten je nezbytný pro to, aby mohla začít plnohodnotná replikace, tedy řazení nukleotidů DNA. Dále také hraje roli v regulaci buněčného cyklu, konkrétně v některých kontrolních bodech.